# Chris Murphy (politiker)
Christopher S. "Chris" Murphy, född 3 augusti 1973 i White Plains, New York, är en amerikansk demokratisk politiker. Han representerar delstaten Connecticut i USA:s senat sedan 2013. Han representerade Connecticuts femte distrikt i USA:s representanthus 2007–2013.
Murphy studerade 1994–1995 vid Oxford och spelade i universitetets lag i amerikansk fotboll, Oxford Cavaliers. Han utexaminerades 1996 från Williams College i Massachusetts och avlade 2002 juristexamen vid University of Connecticut School of Law. Han arbetade sedan som advokat i Hartford.
Murphy besegrade sittande kongressledamoten Nancy Johnson i kongressvalet i USA 2006. Han omvaldes två gånger till representanthuset.

## Politiska ställningstaganden

### Abort
Chris Murphy är pro-choice. Efter upphävandet av Roe vs Wade i juni 2022 kallade Murphy det för ett "katastrofalt" beslut.